# Tell Me You Love Me
Tell Me You Love Me је шести студијски албум поп певачице Деми Ловато, који је изашао 29. септембара 2017. у издању Исланд рекордса. Албум је био у топ 10 У САД- у, Британији, Аргентини, Аустралији, Белгији, Новом Зеланду, Ирској, Мексику, Холандији, Шпанији. 

## Списак песама
1. „Sorry Not Sorry“
2. „Tell Me You Love Me“
3. „Sexy Dirty Love“
4. „You Don't Do It For Me Anymore“
5. „Daddy Issues“
6. „Ruin The Friendship“
7. „Only Forever“
8. „Lonely“ (featuring Lil Wayne)
9. „Cry Baby“
10. „Games“
11. „Concentrate“
12. „Hitchhiker“

## Синглови
Као први сингл изабрана је песма Sorry Not Sorry која је достигла велику популарност и донлеа Деми најусрешнију песму на билбордовој листи, песма је достигла позицију 6, такође песма је достигла и топ 10 у Ирској, Аусталији, Новом Зеланду, Великој Британији. Као други сингл изабрана је песма Tell Me You Love Me чији је спот снимљен у сарадњи са глумцем Џесијем Вилијамсом.